# Tietosanakirja

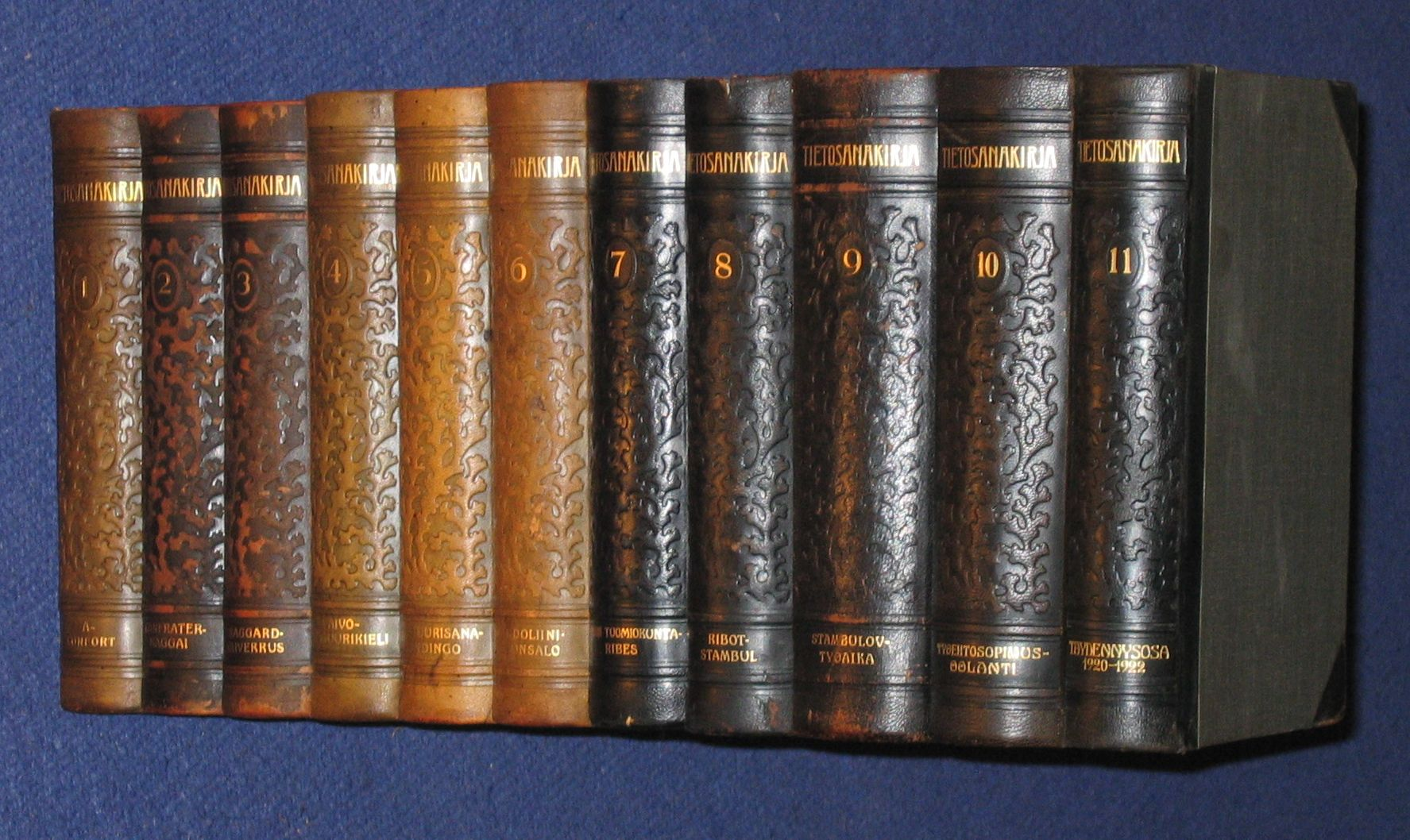
Les 11 volumes, dix volumes plus un supplémentaire

La Tietosanakirja, publiée en 11 volumes de 1909 à 1922, a été la première encyclopédie en  finnois. Elle a été publiée par Tietosanakirja-Osakeyhtiö, association entre les Éditions Otava et Sanoma. 
Elle a été suivie par la version abrégée Pieni tietosanakirja, « Petite Encyclopédie », publiée en 4 volumes, 1925-1928.

## Liens externes

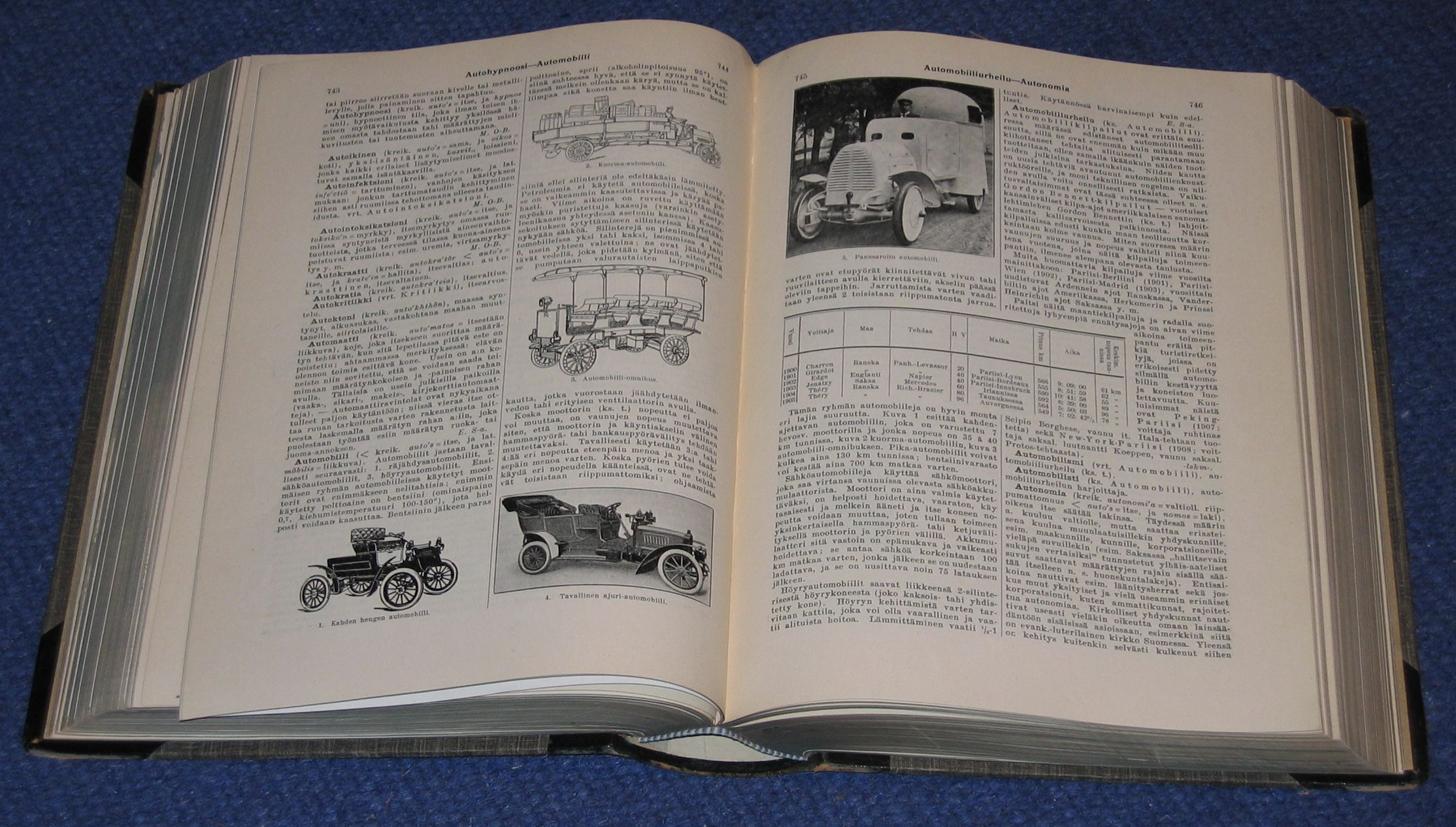
Exemple de page, montrant l'entrée « automobile »